# Cui Huan
Cui Huan (崔渙) (falecido em 14 de janeiro de 769) foi um político chinês durante a dinastia Tang, servindo brevemente como chanceler durante o reinado do Imperador Suzong — embora tenha sido comissionado pelo pai do Imperador Suzong, Imperador Xuanzong, e não pelo Imperador Suzong.

## Início de vida
Não se sabe quando Cui Huan nasceu. Seu avô, Cui Xuanwei, foi um chanceler durante os reinados de Wu Zetian e seu filho, Imperador Zhongzong, sendo uma figura chave na restauração do Imperador Zhongzong. O pai de Cui Huan, Cui Qu (崔璩), serviu como ministro adjunto durante o reinado do sobrinho de Imperador Zhongzong, Imperador Xuanzong, e era considerado um escritor habilidoso. Cui Huan tinha pelo menos dois irmãos — um irmão mais velho chamado Cui Zhen (崔震) e um irmão mais novo chamado Cui Bi (崔賁)..
Dizia-se que Cui Huan tinha um bom conhecimento dos Clássicos Confucianos e da retórica. Ele começou sua carreira oficial como oficial do serviço civil (司功參軍, Sigong Canjun) na Prefeitura de Bo (亳州, aproximadamente a moderna Bozhou, Anhui), e mais tarde serviu como Simen Yuanwailang (司門員外郎), um oficial júnior no ministério da justiça. Dizia-se que ele não bajulava o chanceler Yang Guozhong e, portanto, era malvisto por Yang. Yang, assim, o enviou para fora da capital Chang'an para servir como governador do Comando de Baxi (巴西, aproximadamente a moderna Mianyang, Sichuan).

## Como chanceler
Em 755, o general An Lushan se rebelou contra o governo do Imperador Xuanzong e, até o verão de 756, o Imperador Xuanzong foi forçado a fugir de Chang'an, em direção a Chengdu. O filho do Imperador Xuanzong e príncipe herdeiro, Li Heng, fugiu para Lingwu e foi proclamado imperador lá (como Imperador Suzong), honrando o Imperador Xuanzong como Taishang Huang (imperador aposentado). Enquanto isso, o Imperador Xuanzong, sem saber disso, ainda exercia autoridade imperial, e em seu caminho para Chengdu, nomeou Fang Guan como chanceler. Ao passar pelo Comando de Baxi, Cui Huan o recebeu. Quando o Imperador Xuanzong conversou com Cui, ficou impressionado com o talento de Cui e lamentou não tê-lo promovido antes. Fang também recomendou Cui. O Imperador Xuanzong então nomeou Cui como Menxia Shilang (門下侍郎), o vice-chefe do bureau de exames do governo (門下省, Menxia Sheng), e chanceler de facto com o título de Tong Zhongshu Menxia Pingzhangshi (同中書門下平章事). Ele fez com que Cui o acompanhasse até Chengdu.
Em breve, o Imperador Xuanzong ouviu que o Imperador Suzong havia assumido o trono, e reconheceu o Imperador Suzong como o novo imperador. Ele enviou Cui e os colegas chanceleres Wei Jiansu e Fang para Lingwu para investir oficialmente o Imperador Suzong como imperador e lhes deu o selo imperial e o édito passando oficialmente o trono. Eles encontraram o Imperador Suzong, que na época estava lançando um contra-ataque, em Shunhua (順化, na moderna Qingyang, Gansu), e ofereceram o selo e o édito ao Imperador Suzong. O Imperador Suzong recusou, afirmando que, com o império ainda em tumulto, não era um momento apropriado para ele assumir oficialmente o trono, em vez disso, colocando o selo e o édito de lado e prestando-lhes homenagem diária, pois representavam o Imperador Xuanzong.
Enquanto isso, devido ao tumulto no império causado pela rebelião de An Lushan, o processo regular de serviço civil não estava sendo realizado. O Imperador Suzong enviou Cui para a região do rio Yangtze-Huai para selecionar candidatos para o serviço civil, mas Cui não foi considerado competente para essa tarefa. (A biografia de Cui no Antigo Livro de Tang afirmava que Cui ouvia demais seus subordinados, que aceitavam subornos para recomendar pessoas, enquanto sua biografia no Novo Livro de Tang, que foi menos crítica em relação a ele, afirmava que ele estava disposto a selecionar pessoas que ele conhecia sem medo de ser acusado de nepotismo, mas mesmo assim não era muito bom em selecionar candidatos.) No outono de 757, o Imperador Suzong o removeu de sua posição de chanceler e o nomeou governador do Comando de Yuhang (餘杭, aproximadamente a moderna Hangzhou, Zhejiang), bem como examinador e comandante da região a leste do Yangtze.

## Depois de servir como chanceler
Em um momento posterior, depois que as forças Tang recapturaram Chang'an, Cui Huan foi chamado de volta à capital para servir como vice-ministro de assuntos do serviço civil (吏部侍郎, Libu Shilang). Dizia-se que sua vida era simples e desprovida de ambição, e ele era respeitado por outros por isso. Mais tarde, ele serviu como principal censor imperial (御史大夫, Yushi Daifu).
Durante o reinado do filho do Imperador Suzong, Imperador Daizong, o chanceler Yuan Zai dominava o governo imperial, em associação com o eunuco Dong Xiu (董秀). Cui desprezava Yuan e, em uma ocasião, ao se encontrar com o Imperador Daizong, acusou Yuan de ser traiçoeiro. O Imperador Daizong, defendendo Yuan, afirmou:
Embora Yuan Zai seja descuidado, ele promoveu a paz entre os oficiais internos [(ou seja, eunucos)] e externos, e eu considero que ele é um bom súdito.
Cui respondeu:
A paz é importante apenas em associação com o respeito. Se não houver respeito, de que vale a paz? As guerras acabaram de terminar, e é importante que os oficiais tenham integridade. Yuan Zai é o chanceler, e ele deveria realizar reformas para enviar uma mensagem por todo o reino. Em vez disso, ele usa seu poder para fomentar o faccionalismo, destrói a lei em nome da flexibilidade, distribui favores pessoais em nome da graça e permite que seus subordinados cometam atos ilegais. Este é um caminho para prejudicar o império e envergonhar seu senhor. Este não é o caminho para governar.
O Imperador Daizong ficou em silêncio e não respondeu.
Enquanto isso, Cui também atuou como enviado especial para a arrecadação dos impostos de Qingmiao (青苗, ou seja, impostos impostos sobre as colheitas recém-cultivadas), que eram usados para pagar os salários dos funcionários. Dizia-se que, devido a pedidos dos funcionários inferiores, ele usava esses impostos não apenas para pagar os funcionários superiores, mas também os inferiores. O associado de Yuan, Zhang Qing (張青), argumentou que isso era inadequado, e o Imperador Daizong ordenou que Cui fosse investigado e interrogado. Cui não teve resposta às acusações e foi rebaixado para ser o prefeito da Prefeitura de Dao (道州, na moderna Yongzhou, Hunan). Ele morreu em 769 e foi honrado postumamente e recebeu o nome póstumo de Yuan (元, que significa "perspicaz").